# Calipan de López
Calipan de López är en ort i Mexiko.   Den ligger i kommunen Las Choapas och delstaten Veracruz, i den sydöstra delen av landet, 600 km öster om huvudstaden Mexico City. Calipan de López ligger 27 meter över havet och antalet invånare är 217.
Terrängen runt Calipan de López är kuperad åt sydväst, men åt nordost är den platt. Runt Calipan de López är det ganska glesbefolkat, med 29 invånare per kvadratkilometer. Närmaste större samhälle är Alto Uxpanapa, 20,0 km nordost om Calipan de López. I omgivningarna runt Calipan de López växer i huvudsak städsegrön lövskog.